# Broich (Mülheim an der Ruhr)
Broich, Mülheim an der Ruhr-Broich — dzielnica miasta Mülheim an der Ruhr w Niemczech, w kraju związkowym Nadrenia Północna-Westfalia.